# Klaus Göbel
Klaus Göbel (* 18. Juli 1942; † 18. Juli 2021 in Frankfurt am Main) war ein deutscher Jazzmusiker (Organist/Pianist).

## Leben und Wirken
Göbel spielte bereits als Vierjähriger auf dem Akkordeon und erlernte das Klavierspiel als Kind autodidaktisch. Auf der Helmholtzschule kam er mit dem Jazz in Kontakt.  Nachdem er eine alte Hammondorgel entdeckt hatte, stieg er auf diese um und trat in den 1960er Jahren in den amerikanischen Clubs seiner Heimatstadt, aber auch in Carlo Bohländers domicile du jazz auf. 1970 trat er mit der Rockjazz-Gruppe From, die er mit Gustl Mayer und Kurt Bong gegründet hatte, auf dem Deutschen Jazzfestival auf; mit der bis 1976 bestehenden Gruppe legte er zwei Alben vor. Danach ging er seinem Beruf als Maschinenbau-Ingenieur nach, bis der Acid Jazz den Orgelsound wieder aktuell werden ließ. 1994 gründete er die Band Organizm mit Jürgen Schwab, Michael Ehret und Bassist Patrick Langer. Auch trat er mit der hr-Bigband auf. Sein Album Finally Back Home (2000) wurde in der Weltwoche als „die schönste Orgel-Scheibe seit langem“ gewürdigt.

## Diskographische Hinweise
- From »0611« Cat Quarter (1970, mit Gustl Mayer, Dieter von Goetze, Kurt Bong)
- From Power on! (1972)
- Finally Back Home (2000, mit Michael Sagmeister, Thomas Heidepriem, Michael Ehret)
- Michael Sagmeister True to the Moment (2010, mit Michael Küttner, Götz Ommert, Antonella D’Orio)